# Ebulo Lestrange, 1. Baron Strange
Ebulo Lestrange, 1. Baron Strange (auch Ebles Lestrange oder L’Estrange) († 8. September 1335) war ein englischer Adliger und Militär.

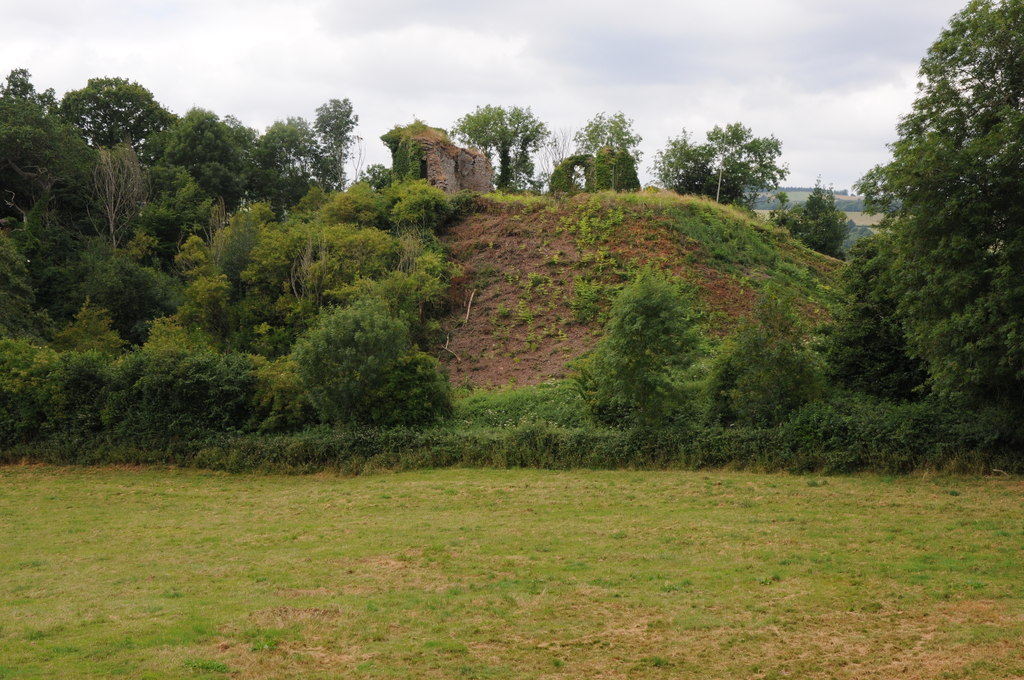
Die Ruine von Clifford Castle, das 1331 Ebulo Lestrange übergeben wurde

## Herkunft und Heirat mit der Countess of Lincoln
Ebulo Lestrange war vermutlich der zweite Sohn von John Lestrange, 1. Baron Strange of Knockin, einem Baron aus Shropshire in den Welsh Marches, und von dessen Frau Maud Deyville. Er gehörte zu den Adligen, die 1312 den königlichen Favoriten Piers Gaveston jagten. Gaveston wurde schließlich auf Betreiben des Earls of Lancaster, dem Führer der Adelsopposition hingerichtet. Angesichts des Drucks der Adelsopposition musste sich König Eduard II. mit den Baronen einigen und begnadigte deshalb zusammen mit zahlreichen andren Baronen und Rittern am 16. Oktober 1313 auch Lestrange. Der König verzieh Lancaster den Mord an seinem Günstling nie und ließ ihn nach einer gescheiterten Rebellion 1322 als Verräter hinrichten. Lestrange hatte nach 1313 vermutlich nicht mehr zu den Unterstützern Lancasters gehört und sich auch nicht an dessen Rebellion beteiligt. Vor dem 10. November 1324 heiratete er dessen Witwe Alice de Lacy. Angeblich hatte er bereits vor 1317 eine Affäre mit ihr gehabt. Im Frühjahr 1317 war sie von Gefolgsleuten des Earl Warenne entführt worden und nicht mehr zu ihrem Mann zurückgekehrt. Stattdessen zog sie zu Lestrange, der behauptete, bereits vor ihrer Heirat mit ihr verlobt gewesen zu sein. Nach seinen Angaben hatte er sogar vor der Ehe Geschlechtsverkehr mit Alice gehabt, was ihren Ruf weiter schädigte, was aber auch eine weitere Demütigung Lancasters war. Nach der Hinrichtung von Lancaster hatte Alice de Lacy auf Druck des königlichen Günstlings Hugh le Despenser und von dessen gleichnamigen Sohn Hugh dem Jüngeren diesen einen Großteil ihrer eigenen Besitzungen übertragen müssen. Dennoch war sie mit ihren verbliebenen Besitzungen, darunter Lincoln Castle sowie ihren vererbten Titeln Countess of Lincoln und Salisbury für Lestrange eine lohnenswerte Partie.

## Politische Tätigkeit und Dienst als Militär
Noch während der Herrschaft von Eduard II. wurde Lestrange 1325 oder 1326 als Knight of the Bath zum Ritter geschlagen und zum Knight Banneret ernannt. Nach dem Sturz von Eduard II. wurde er am 3. Dezember 1326 erstmals durch Writ of Summons als Baron Strange in ein Parlament berufen, doch er galt nie durch Iure uxoris als Earl of Lincoln. Die neue, von Roger Mortimer dominierte Regierung übergab ihm und seiner Frau am 28. November 1328 Besitzungen zur lebenslangen Nutzung zurück, die nach dem Tod des Earl of Lancaster an die Despensers gefallen waren, unter anderem Güter in Middlesex, Oxfordshire, Lincolnshire und Northamptonshire. Im Oktober 1330 gehörte Lestrange zu den Adligen, die den jungen König Eduard III. beim Sturz von Mortimer unterstützten. Der König belohnte ihn 1331 mit der Übergabe von Clifford Castle und weiteren Besitzungen. Bereits 1327 hatte Lestrange an der erfolglosen Weardale Campaign gegen ein in Nordengland eingefallenes schottisches Heer teilgenommen. Während des Zweiten Schottischen Unabhängigkeitskrieges nahm er 1333 an der Belagerung von Berwick und an der Schlacht bei Halidon Hill teil. Für den im Sommer 1335 geplanten Feldzug des Königs nach Schottland stellte Lestrange in Wales Soldaten auf. Lestrange selbst nahm ebenfalls an dem Feldzug teil, während dem er starb.

## Erbe
Er wurde nach seinem Tod in der Prämonstratenserabtei von Barlings in Lincolnshire begraben. Sein Erbe wurde sein Cousin Roger Lestrange, 4. Baron Strange of Knockin. Seine Witwe Alice heiratete in dritter Ehe Hugh de Freyne, der jedoch bereits wenig später starb. Auf eigenen Wunsch wurde Alice nach ihrem Tod 1348 neben Lestrange in Barlings Abbey beigesetzt.